# Mnemic
Mnemic est un groupe de heavy metal danois, originaire d'Aalborg. Le chanteur (Guillaume Bideau) est de nationalité française.

## Biographie

### Débuts
Mnemic (un acronyme pour 'Mainly Neurotic Energy Modifying Instant Creation') est formé à Aalborg, au Danemark, en 1998, par lechanteur Mark Bai, l'ancien guitariste de Mercenary Mircea Gabriel Eftemie, le guitariste Rune Stigart, le bassiste Mikkel Larsen et l'ancien batteur de session au sein d'Invocator Brian Rasmussen. Un peu plus tard, Bai quitte le groupe et est remplacé par Michael Bogballe. Le groupe signe au label Nuclear Blast Records, et produit son premier album Mechanical Spin Phenomena en 2003 avec le producteur Tue Madsen. Après l'enregistrement de l'album, Larsen est remplacé par l'ancien bassiste de Grope, Tomas « OBeast » Koefoed.
Le groupe tourne avec Disbelief, Darkane, Mystic Prophecy et Death Angel en Europe, et aux côtés de Machine Head en Allemagne

### The Audio Injected Soul
En 2004, Mnemic publie son deuxième album, The Audio Injected Soul, enregistré aux AntFarm Studios d'Århus, au Danemark, avec Madsen. L'album est notable pour sa reprise de la chanson The Wild Boys de Duran Duran, et est également le premier au monde à être enregistré en binaural. L'album comprend deux singles qui possèdent leur propres clips - Deathbox (réalisé par Patric Ulleaus), filmé aux Revolver Studios de Goteborg, et Door 2.12, filmé à Berlin.
En 2005, le chanteur Bøgballe quitte le groupe et est remplacé par le chanteur de Transport League et B-Thong, Tony Jelencovich. Jelencovich joue à leur tournée nord-américaine avec Meshuggah,, mais est lui-même remplacé en avril 2006 par le chanteur Guillaume Bideau (ex-Scarve).

### Passenger
Le troisième album de Mnemic, Passenger, est produit par Christian Olde Wolbers de Fear Factory, comprend une pochette réalisée aux Asterik Studios, et fait participer Jeff Walker (Carcass et Brujeria) au chant et Shane Embury (Napalm Death et Brujeria). L'album comprend le single Meaningless dont le clip est réalisé par Patric Ullaeus de la société Revolver Film. L'album est publié en février 2007, avec une version japonaise comprenant la chanson bonus Zero Synchronized.

### Sons of the System
Le quatrième album de Mnemic, Sons of the System, est distribué par Nuclear Blast Records, et publié en Europe le 15 janvier 2010, et en Amérique du Nord le 26 janvier 2010. Il est enregistré dans le propre studio du groupe, avec le producteur Tue Madsen.
Sons of the System comprend onze chansons, dont trois chansons bonus (incluant une inédite iTunes, et un remix seulement disponible en Amérique du Nord). Le groupe décrit la production de l'album comme « très éclectique, très diversifiée... » En 2011, les trois membres Rune Stigart, Tomas Cowan Koefoed et Brian Rasmussen, quittent le groupe.

### Mnemesis
Leur cinquième album, Mnemesis, est publié en juin 2012. Il fait participer pour la première fois le guitariste Victor-Ray Salomonsen Ronander, la bassiste Simone Bertozzi et le batteur Brian Larsen. En novembre 2013, le groupe annonce le départ du guitariste Victor-Ray Salomonsen Ronander, et une dernière représentation avec lui le 28 novembre 2013 à Copenhague avant de se mettre en pause.

## Style musical
Caractérisé de « future fusion metal » par les membres du groupe, ils sont néanmoins classé comme groupe de cyber metal. Leur style personnel continue d'évoluer en intégrant notamment de très légères influences djent. Ce style musical est caractérisé par des rythmes complexes et peu communs, un accordage très bas (Drop F#), due à l'utilisation de guitares à 7, voire 8 cordes pour certains morceaux.

## Membres

### Membres actuels
- Mircea Gabriel Eftemie - guitare (1998–2013)
- Simone Bartozzi - basse (2011–2013)
- Brian Larsen - batterie (2011–2013)

### Anciens membres
- Guillaume Bideau † (One-Way Mirror, ex-Scarve, ex-The Cube) - chant (2006–2013)
- Michael Bøgballe - chant (2001–2005)
- Mikkel Larsen - basse (1998–2003)
- Mark Bai - chant (1998–2001)
- Rune Stigart - guitare (1998–2011)
- Tomas « Obeast » Cowan Koefoed - basse (2003–2011)

### Anciens membres de tournée
- Tony Jelencovich - chant (1998–2006)
- Brian « Brylle » Rasmussen - batterie (2009-2010)
- Victor-Ray Salomonsen Rounder - guitare (2011–2013)

## Discographie
- 2000 : Démo
- 2003 : Démo 2
- 2003 : Mechanical Spin Phenomena
- 2004 : The Audio Injected Soul
- 2007 : Passenger
- 2009 : Sons of the System
- 2012 : Mnemesis (08/06/2012)

## Vidéographie
- 2003 : Liquid, tiré de Mechanical Spin Phenomena (réalisé par Patric Ullaeus)
- 2003 : Ghost, tiré de Mechanical Spin Phenomena (réalisé par Patric Ullaeus)
- 2004 : Deathbox, tiré de The Audio Injected Soul (réalisé par Patric Ullaeus)
- 2007 : Meaningsless, tiré de Passenger (réalisé par Patric Ullaeus)
- 2010 : Diesel Uterus, tiré de Sons of the System (réalisé par Patric Ullaeus)
- 2012 : I've Been You, tiré de I've Been You (réalisé par Patric Ullaeus)